# Пињоти (Асколи Пичено)
Пињоти (итал. Pignotti) насеље је у Италији у округу Асколи Пичено, региону Марке.
Према процени из 2011. у насељу је живело 13 становника. Насеље се налази на надморској висини од 752 м.